# CF Reus Deportiu
CF Reus Deportiu was een Spaanse voetbalclub uit Reus in de regio Catalonië. De club had als thuisstadion het Camp Nou Municipal.

## Geschiedenis
CF Reus Deportiu werd op 23 november 1909 opgericht. De club speelde in het verleden vier seizoenen in de Segunda División B, de derde Spaanse profdivisie. In 1981 promoveerde de club als kampioen van de Tercera División naar de Segunda B, waarin het vervolgens twee seizoenen (1981/1982, 1982/1983) actief was. Pas twintig jaar later, in het seizoen 2002/2003, speelde het opnieuw in de Segunda B. In het seizoen 2005/2006 was de club voor het laatst actief in deze divisie. In 2006 eindigde CF Reus Deportiu op de zeventiende plaats en degradeerde zo naar de Tercera División. Sinds 2011 speelt de club weer in de Segunda B.
Het seizoen 2015/2016 werd zeer succesvol. Na groepswinst in groep 3 van de Segunda División B, werd tijdens de eindronde Racing Santander, groepswinnaar van 1 uitgeschakeld.  Zo speelt de ploeg vanaf seizoen 2016/2017 voor de eerste maal in haar geschiedenis in de Segunda División A. Op 18 januari 2019 werd de club geschorst en vervolgens uit competitie genomen vanwege betalingsachterstanden. Het seizoen 2019/20 werd Reus ingeschreven in de Tercera División, maar zou geen enkele wedstrijd spelen.
Op 23 oktober 2020 viel het doek over de ploeg.  De rechtbank ontbond de ploeg nadat de eigenaar geen plan kon voorleggen om de schuld, ingeschat rond de 9 miljoen EURO, af te lossen.

## Erelijst
- Tercera División Grupo 5

1980/1981, 2006/2007
- Segunda División B Grupo 3

2015/2016,